# Sistema Interamericano del Derechos Humanos en México
El Sistema Interamericano de Derechos Humanos es un escenario regional constituido por los Estados que integran la Organización de los Estados Americanos (OEA), cuya principal función es velar por el respeto, protección y realización de los derechos humanos en el continente americano.
Originalmente en México se contemplaban bajo el concepto de garantías individuales, la protección a los derechos humanos. Al finalizar la Segunda Guerra Mundial se empiezan a redactar tratados internacionales que tenían como finalidad la protección de los derechos humanos, uno de los más importantes tratados es la Convención Americana sobre Derechos Humanos (también llamada Pacto de San José de Costa Rica) fue suscrita, tras la Conferencia Especializada Interamericana de Derechos Humanos, el 22 de noviembre de 1969 en la ciudad de San José en Costa Rica y entró en vigencia el 18 de julio de 1978. México ratifica este tratado en el año de 1981 y pasa a formar parte del orden jurídico mexicano.
Es hasta el 10 de junio de 2011 que se publica en el Diario Oficial de la Federación y donde se agrega una de las modificaciones más sobresaliente en materia de Derechos humanos y fue establecida en el artículo primero: “En los Estados Unidos Mexicanos todas las personas gozarán de los derechos humanos reconocidos en esta Constitución y en los tratados internacionales de los que el Estado Mexicano sea parte, así como de las garantías para su protección”.
El principal objetivo del Sistema Interamericano de Derechos humanos es concentrar las declaraciones, convenciones y protocolos de las cuales se derivan los mandatos y funciones de los órganos del sistema; así como las obligaciones de los Estados Miembros de la Organización de los Estados Americanos en materia de derechos humanos.
Para cumplir con el compromiso de proteger de palabra y de acción los Derechos Humanos de sus habitantes y con el objetivo de que la Convención pudiera ser acatada efectivamente, los Estados americanos crearon dos organismos: 
a. La Comisión Interamericana de Derechos Humanos (CIDH) organismo de naturaleza cuasi jurisdiccional cuya función primordial es promover la observancia y la defensa de los derechos humanos en el hemisferio; y
b. La Corte Interamericana de Derechos Humanos (Corte IDH), órgano de carácter judicial, al cual en ejercicio de su competencia contenciosa, le corresponde determinar la responsabilidad internacional de los Estados, mediante la aplicación e interpretación de la Convención Americana de Derechos Humanos y demás instrumentos interamericanos.
Ambas integran el Sistema Interamericano de Derechos Humanos, poseen funciones distintas, pero complementarias.